# 桜吹雪 〜千年の恋をしました〜
『桜吹雪 〜千年の恋をしました〜』（はなふぶき せんねんのこいをしました）は、2009年4月24日に日本のアダルトゲームブランドSilver Bulletより発売されたパソコン用美少女ゲームである。『雪影-setsuei-』『月と魔法と太陽と』に続くSilver Bulletの第3作。

## 概要
一年中桜が咲く名門校「花宮学院」を舞台にしたADV。学園に入学した貧乏育ちの主人公が、4人のヒロインとともに事件や厄介ごとを解決しながら、学園祭を成功に導くことが目的。ヒロインにはそれぞれ悩みや問題があり、それを乗り越えて恋愛を育んでいく。
その世界観から、CGの多くに桜の花が含まれている。またその優美な世界観とは裏腹に「何かを得るためには何かを犠牲にしなければならない」という重いテーマも作中に盛り込まれている。
2009年12月18日には、本作のスピンオフ作品『花鳥風月 〜恋ニヲチタル花園ノ姫〜』が発売された。

## ストーリー
主人公の少年「柊一成」はずっと2人きりで暮らしてきた母親が他界したことで孤独の身となったが、運良くとある全寮制の名門学校に特待生として入学できたことで、路頭に迷わずに済むこととなった。しかし、入学先の「花宮学院」は、男女共学とは名ばかりの、学籍所有者の99パーセントが裕福な家柄の女子というお嬢様学校だった。ひょんなことから花宮学院理事を務める一族の娘「桜森紅紗」と知り合った一成は、彼女に招かれて花宮学院学院祭「花仙祭」の実行委員会・通称「桜吹雪」の一員に迎えられる。

## 登場人物

### メインキャラクター

#### 主人公
柊 一成（ひいらぎ いっせい）
この物語の主人公。元は天蕗の家で雪花と共に暮らしていたが、女系一族の家を飛び出し、現在はごく平凡な家庭。花宮学院の1年生。
本質的には目の前で困っている人間は見過ごせず、決めた事はやり遂げるまで挫けない性格なのだが、肩身の狭い花宮の生活の中、斜に構えた事無かれ主義をとっている。よく見る夢は前世の記憶である。

#### ヒロイン
桜森 紅紗（さくらもり あかしゃ）
声：茶谷やすら
花宮学院の3年生で学年の主席。138cmという小学生並の低身長だが、花宮学院理事・桜森家の次期当主で花仙祭実行委員長。
他人を煙に巻く言動のミステリアスで腹黒い少女。正体は桜森家がサクラの替えとして用意した代替品であるため、サクラとはうり二つの容貌を持つ。主人公を実行委員会に引き入れた本当の理由は『花宮の結界』を破壊するため（桜宮の外の人間でなければ破壊できない）。
天蕗 雪花（あまふき せつか）
声：御苑生メイ
花宮学院の2年生で学年主席。容姿・成績・性格共に完璧だが、唯一の欠点はブラコン。異母姉弟の一成を溺愛・愛玩し、「いっちゃん」と呼んでいる。
正体は一成を花宮に呼び寄せた張本人。天蕗の当主の夫（天蕗家は女性が当主となる）である一成の父が学生時代に深い間柄にあった相手の娘であり、母を失って行き場のない雪花は天蕗に養子として迎えられ、実は天蕗家との血縁関係は無い。前世は花宮の姫の乳母であり、結果的に姫を誑かした主人公の前世を殺そうとするのが雪花の見る夢である。
宮乃 紫苑（みやの しおん）
声：岬友美
花宮学院の2年生で学年次席。貴族を先祖に持つが、実家は没落。祖父の代から成金としてのし上がった。超が付く毒舌と目的のために唯我独尊を地で行くかなり冷たい性格で「つらら姫」と呼ばれている。
一成が見る前世の記憶に出る紫苑に似た人物は、実は紫苑の姉の前世である。ちなみに関係は主人公が桜宮に迷い込む前に親しい関係にあった戦友である。現在において、姉は事故で他界しており、その事が現在の紫苑の性格形成に大きく影響を与えている。
麒麟寺 向日葵（きりんじ ひまわり）
声：芹園みや
花宮学院の1年生。剣道部に所属しており、常に真剣を持っている。正義を愛し、弱きを助け、強きを挫く善人であるが、融通の利かない部分がある。
初対面で一成に「殺す」宣言をしたので苦手意識を抱いていたが、黒マントの騒動やその後に一成の自分にはない柔軟な思考に敬服し、その堅物思考から理に合わない行動に対しては辛辣だが、実行委員内では雪花を除いて一成に柔和に接し、花宮を守らんとする正義の剣士。
実は桜森家とは主従に当たる家の関係で、杏子の命令で紅紗の監視のために実行委員に入る。強い正義感を持っているが、剣を振り出すと戦いを楽しむように攻撃的、事後に強い性的快楽を欲する性癖がある。前世では花宮を守護する一族であり、外からの進軍のキッカケとなった主人公を殺害しようと追っていた。最も前世の記憶が出やすいため、初対面の一成に殺意を口にした。メインヒロインの中で唯一、前世と同じ役割を果たしている。

### サブキャラクター
初音 雲雀（はつね ひばり）
声：一色ヒカル
一成のクラスメイト。一成と同じく特待生として入学した。外見はハンサムな美少年だが、かなりの変人で芝居がかった振る舞いが特徴。
実は女性で、黒マントの正体となっている。陰陽師の一族で、目的は一族の悲願「桜宮の結界」を破壊することで、そのために内側から暗躍するべく特待生として入学した。なお、持っている武器は「髭丸」と呼ばれるもので、1000年もの恨みや憎悪が詰まっていて触れた者の精神を吹き飛ばすほどの威力を持っているが、麒麟寺ルートにおいては麒麟寺との最終決戦で折られてしまう。その後は行方をくらました。雪花ルートにおいては終盤で紅紗（正体はサクラ）が持っていて主人公に手渡されたあと、主人公が桜宮の結界を破壊した。紅紗ルートでは持ち続けているが、最終的にどうなったかは不明。
桜森 杏子（さくらもり あんず）
声：青山ゆかり
花宮学院の生徒会長・通称「花姫」を務める女生徒。紅紗の親戚。スピンオフ作品『花鳥風月 〜恋ニヲチタル花園ノ姫〜』ではメインヒロイン。紅紗を目の敵にして実行委にたいして様々な妨害を仕掛ける。
実は前世ではサクラの姉で一成の前世と結ばれた花宮の姫である。
西久世 紅葉（にしくぜ　もみじ）
声：逢川奈々
一成に黒マントから救われてから一目ぼれしてずっと付け回す。一途で純粋無垢な性格。対面後は猛烈なアタックをかけ、一成を困惑させた。
サクラ
声：不明
紅紗によく似た少女。過去に桜宮を訪れた一成の前世に惹かれていたが、姉と惹かれ合ったために嫉妬で姉の婚約者と結託したことが桜宮に外からの進軍を許し、里が滅ぶ結果を引き起こし、その後悔と罪悪感から桜宮結界を築いて、永遠に外の汚れに晒されない土地を作ろうとした。その点で桜森家の利害（桜宮の繁栄）と一致している。
雪花ルートの最後で出てくるが、そこでは紅紗と名乗っている（このとき、主人公が何個か候補を上げたが、一番近いのは『前世』）。紅紗ルートでは夜桜を傷つけられて弱まった結界を止めるために桜と同化し、時を止めた。その後、完全に力を失ったサクラは表に出て主人公と紅紗に別れを告げ、消滅した。

## 用語
花仙祭実行委員会
紅紗が委員長を務める委員会で、準備期間中は花園会と同等の権限を持つ。一方で花仙祭が終わると一切の権限を失う。その様子は華麗に咲いて散っていく桜に似てることから「桜吹雪（はなふぶき）」と称されている。
紅紗はこの実行委員会を隠れ蓑に花宮の結界の破壊のための活動をしていた。
花園会
「花姫」「鳥姫」「風姫」「月姫」の4人（通称「四姫」）から構成される、生徒会のようなもの。権限は大きいが、それをかざすことはあまりしない。
実は次回作のヒロインでもあるが、本作では花姫しか名前はわからない。

## スタッフ
- 原画：桜沢いづみ、江森美沙樹
- 企画原案・監修：日野亘
- シナリオ：日野亘、有梨つかさ
- サウンド：M.U.T.S.ミュージックスタジオ
- プロデュース：村上智右

## 主題歌
「桜霞〜サクラノカスミ〜」
作詞：紺野比奈子 / 作曲：松本慎一郎 / 歌：西沢はぐみ